# Peekskill
Peekskill je město ve Spojených státech amerických. Nachází se v severozápadní části Westchester County ve státě New York. Ve městě žije  obyvatel a jeho rozloha činí . Leží 56 kilometrů severně od New York City na východním břehu řeky Hudson. Po Yorktownu a Cortlandu je třetím nejlidnatějším sídlem v severní části okresu Westchester. Založeno bylo roku 1816 jako vesnice, městem je od roku 1940. Nachází se v nadmořské výšce přibližně 39 m n. m. V roce 2010 tvořili asi 36 % obyvatel běloši, 21 % Afroameričané, 37 % Hispánci a 3 % Asiaté.

## Rodáci
- George Pataki (* 1945) – americký politik
- Stanley Tucci (* 1960) – americký herec, režisér, scenárista a producent
- Mel Gibson (* 1956) – americko-australský herec, režisér, producent a scenárista
- Tonya Graves (* 1969) – americko-česká zpěvačka
- Paul Reubens (1952–2023) – americký herec a komik (1952–2023)